# Lampyroidea quadrinotata
Lampyroidea quadrinotata là một loài bọ cánh cứng trong họ Đom đóm (Lampyridae). Loài này được Wittmer miêu tả khoa học năm 1935.